# Poloměr Slunce
Poloměr Slunce je jednotka délky používaná v astronomii na vyjádření velikosti hvězd a větších objektů, například galaxií. Je rovna slunečnímu poloměru.
{\displaystyle r_{\bigodot }=6,960\times 10^{8}{\hbox{ m}}=0,00465247{\hbox{ AU}}}